# Hermès
Hermès è un'azienda francese di moda (alta moda e prêt-à-porter, accessori, pelletteria, borse, arredamento, accessori per la casa, gioielli, profumi e valigie di lusso).

## Storia

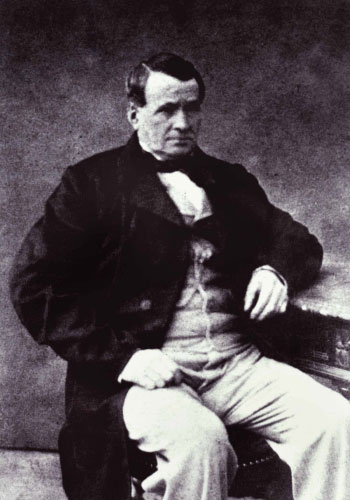
Thierry Hermès, fondatore di Hermès

La storia dell'azienda ebbe inizio nel 1837, quando Thierry Hermès, sellaio, aprì a Parigi una bottega per bardature e finimenti da cavallo. Successivamente, negli anni 1870, i successori trasferirono l'attività in rue du Faubourg-Saint-Honoré, nella sede che è divenuta storica e che tuttora è il quartier generale della maison e la sua passerella commerciale.
Negli anni 1920 Emile-Maurice Hermès, nipote del fondatore, acquistata dal fratello Adolphe la sua quota della società, iniziò a creare capi in pelle di daino. Nel 1927 fu lanciata una linea di gioielli ispirati al mondo equestre e, nel 1929 la prima collezione di moda femminile disegnata da Lola Prusac. Il decennio successivo vide un grande sviluppo delle attività e delle nuove creazioni, che lanciarono l'azienda e la resero riferimento della storia della moda, come la cintura che prende spunto dal collare per cani e la borsa ispirata a quelle da sella che, lanciata per la prima volta nel 1935 e poi ridotta di volume, divenne celebre nel dopoguerra grazie a Grace Kelly, che la sfoggiò nel 1956 sulla copertina di Life e la fece ribattezzare Kelly. Nel 1949 Hermès lanciò l'innovativo sistema "ready-made", una sorta di prêt-à-porter su misura, simboleggiato dall'abito da donna Hermeselle in cotone stampato.
Nel 1951, alla morte di Emile-Maurice, la gestione passò ai generi  Robert Dumas e Jean Guerrand. Con gli anni aumentano di molto il giro d'affari e i negozi di proprietà: oggi, nel mondo, sono 55 i negozi propri e circa un centinaio di concessionari. La maison, negli anni 1960, debutta anche nei profumi. Il marchio è particolarmente noto per i foulard.
Oggi l'azienda è presieduta da Patrick Thomas, pronipote del fondatore e rappresentante della quinta generazione Hermès (la famiglia detiene ancora l'86% del capitale), si distingue per la produzione di piccola pelletteria fatta a mano; adottando la filosofia dell'"innovare nella continuità della tradizione", il marchio rimane legato a quella che fu la vocazione originale, ovvero il mondo del cavallo. All'inizio degli anni 1990, l'azienda ha cominciato una politica di acquisizioni soprattutto nel campo delle industrie tessili.
Per il prêt-à-porter di Hermès hanno lavorato, fra gli altri, Martin Margiela, Catherine de Karolyi, Nicole de Versian con il giovane Lacroix, Bergère, Bally, Myrène de Prémoville, Giudicelli, Audibet e Silvana Perrera. Nel 1999, Hermès ha rilevato il 35% della maison Jean Paul Gaultier, rivenduto dopo la fine della collaborazione con Gaultier (a sua volta successiva alla morte di Jean Louis Dumas, ex presidente del CDA).
Il gruppo Hermès, ha un volume d'affari pari 15,2  miliardi di euro (2024), è attivo negli Stati Uniti nell'e-commerce di accessori ed ha avuto come stilista di punta Jean Paul Gaultier, a cui poi è succeduto Christopher Lemaire, precedentemente in forze a Lacoste.
Tra le creazioni più famose della maison ricordiamo la Birkin e la Kelly.

## Prodotti
Conosciuto per i beni di lusso, nel 2008, Hermès aveva 14 divisioni di prodotto che comprendevano pelle, sciarpe, cravatte, abbigliamento maschile, abbigliamento femminile, profumi, orologi, cancelleria, calzature, guanti, smalti, arti decorative, stoviglie e gioielli. 
L'azienda è molto legata al suo modello di business tradizionale e rifiuta la produzione di massa, le linee di assemblaggio e la meccanizzazione. I prodotti Hermès sono quasi interamente realizzati a mano in Francia in laboratori di medie dimensioni noti come Les Ateliers Hermès che enfatizzano la produzione di alta qualità. In effetti, Hermès afferma che la maggior parte degli articoli sono fabbricati dall'inizio alla fine da una sola persona, il che dovrebbe garantire la qualità e l'unicità dei suoi prodotti.

### Sciarpe
La sciarpa o carré è stata introdotta nel 1937. Il primo esempio era una stampa di 70 cm x 70 cm di donne con parrucche bianche che giocavano a un popolare gioco d'epoca, un accessorio su misura chiamato "Jeu des Omnibus et Dames Blanches". Hermès ha supervisionato la produzione delle sue sciarpe durante l'intero processo, acquistando seta cinese grezza, filandola in filato e intrecciandola in tessuto due volte più forte e pesante della maggior parte delle sciarpe disponibili all'epoca.
I designer di sciarpe dell'azienda passano anni a creare nuovi modelli di stampa che vengono serigrafati singolarmente. I designer possono scegliere tra oltre 70.000 colori diversi. Quando la produzione è iniziata, è stata fondata una fabbrica dedicata a Lione, in Francia, lo stesso anno in cui Hermès ha celebrato il suo 100° anniversario.
I carré Hermès contemporanei misurano 90 cm × 90 cm (35 pollici × 35 pollici), pesano 65 grammi e sono tessuti dalla seta di 250 bozzoli di melso. Tutti gli orli sono cuciti a mano e i motivi sono ad ampio raggio. Sono disponibili due collezioni all'anno, insieme ad alcune ristampe di modelli più vecchi ed edizioni limitate, e due collezioni all'anno vengono introdotte in una miscela cashmere/seta. Dal 1937, Hermès ha prodotto oltre 2.000 disegni unici; il motivo del cavallo è particolarmente famoso e popolare. L'onnipresente versione "Brides de Gala", introdotta nel 1957, è stata prodotta più di 70.000 volte. Una sciarpa Hermès viene venduta da qualche parte nel mondo ogni 25 secondi; alla fine degli anni '70, più di 1,1 milioni di sciarpe erano state vendute in tutto il mondo.

### Cravatte

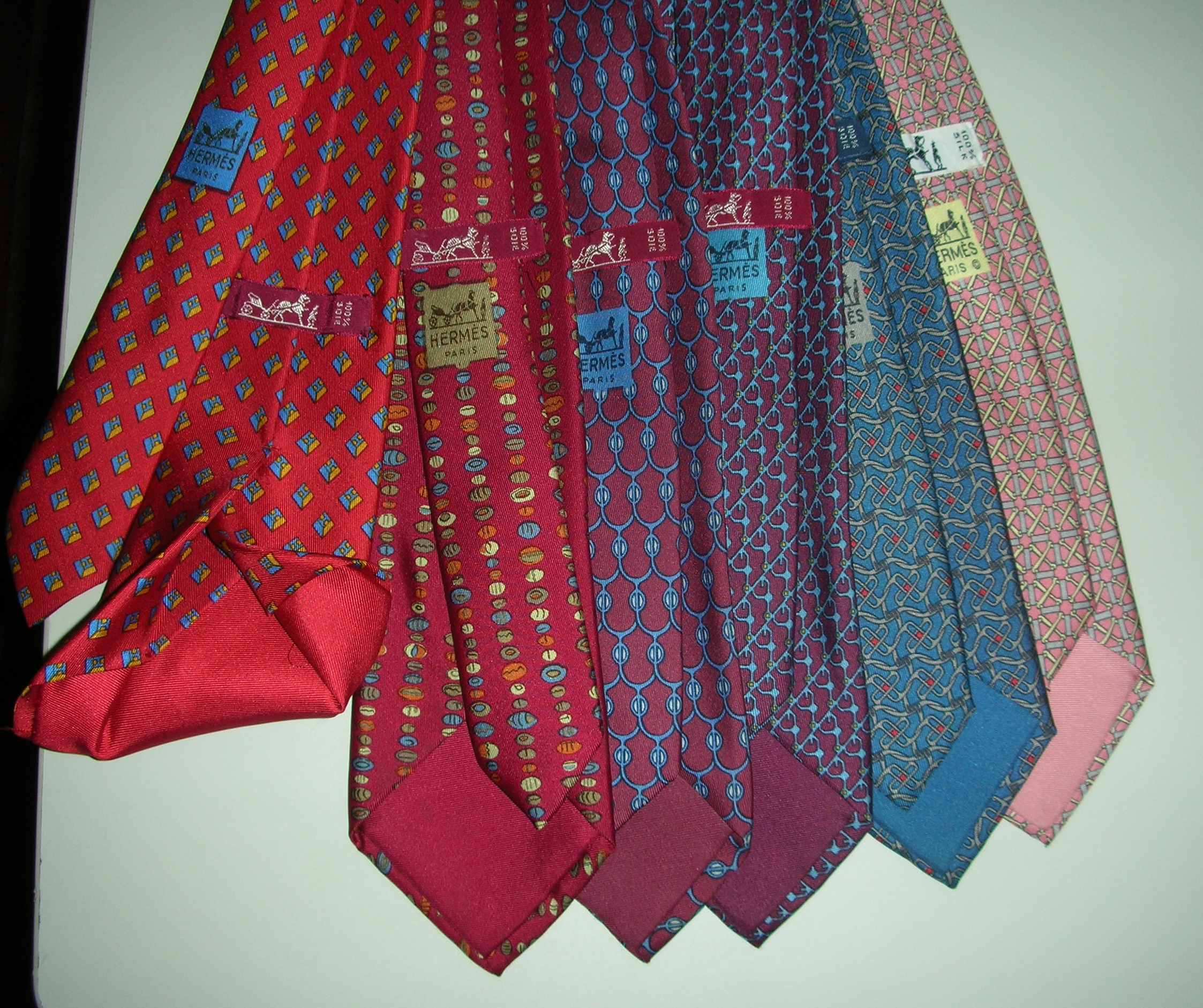
Cravatte in seta Hermès

Nel 1946, il marchio introdusse una gamma di cravatte di seta da uomo in una serie di motivi e larghezze. Le cravatte rappresentano il 10% delle vendite annuali dell'azienda.

### Collaborazione con i Tuareg
Per anni, Hermès ha collaborato con le tribù Tuareg per i gioielli in argento. I motivi tradizionali dei nomadi sahariani sono spesso rispecchiati in vari prodotti Hermès, comprese le sciarpe.

### Apple Watch Hermès

Apple Watch Hermès

In collaborazione con Apple, edizioni in acciaio inossidabile, e con l'introduzione dell'Apple Watch Series 10 nel settembre del 2024, un passaggio a una nuova edizione Titanium di Apple Watch in co-branding con Hermès sono venduti tramite Apple online store e attraverso i negozi al dettaglio Apple, così come sul sito Hermès e negozi al dettaglio selezionati. Apple Watch Hermès presenta cinturini, colori e quadranti digitali esclusivi con il marchio di queste aziende.

## Articoli in pelle
Hermès è nota per i suoi bagagli e le borse fatte a mano. Una di loro potrebbe richiedere dalle 18 alle 24 ore per la produzione. La costruzione di ogni borsa Kelly, ad esempio, richiede 18 ore per essere pienamente realizzata. Le pelli di Hermès provengono da tutto il mondo. I clienti possono attualmente aspettare da sei mesi a un anno per la consegna di una delle borse firmate della casa. Per inciso, se la pelletteria di Hermès dovesse richiedere riparazioni, i proprietari possono portare un articolo in qualsiasi negozio Hermès, dove verrà spedito a Les Ateliers Hermès a Pantin per la riparazione o il ricondizionamento.

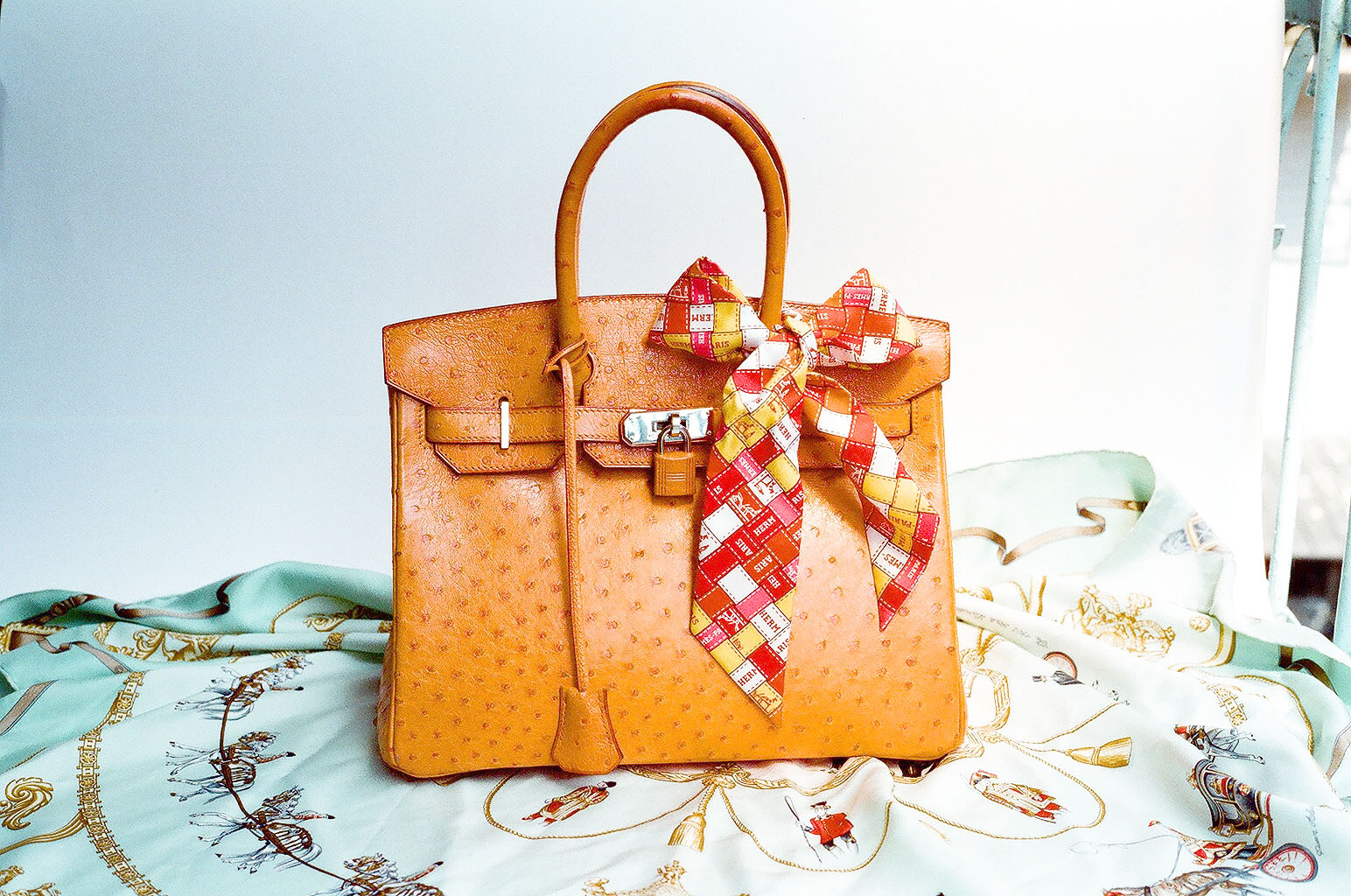
Borsa Ostrich Birkin

Un'altra famosa borsa Hermès, la borsa Birkin, prende il nome dall'attrice britannica Jane Birkin. In un incontro casuale con Jean-Louis Dumas, si è lamentata del fatto che la sua borsa non fosse pratica per l'uso quotidiano. Di conseguenza, l'ha invitata in Francia dove hanno co-progettato la borsa nel 1984. Da allora Birkin ha smesso di portare la sua borsa omonima a causa della sua tendinite, poiché la borsa è diventata troppo grande e pesante per lei da portare. Secondo Vogue: "Jane Birkin è soddisfatta delle misure adottate da Hermès; secondo il marchio, a seguito di un'indagine della casa di moda che ha confutato le affermazioni fatte dal PETA secondo cui le sue famose borse Birkin erano fatte con pelli di coccodrilli allevati in fabbrica e crudelmente macellati.

## Designer
I designer nel corso della storia dell'azienda hanno incluso Lola Prusac, Jacques Delahaye, Catherine de Karolyi, Monsieur Levaillant, Nicole de Vesian, Eric Bergère, Claude Brouet, Tan Giudicelli, Marc Audibet, Mariot Chane, Bernard Sanz, Martin Margiela, Jean-Paul Gaultier, Christophe Lemaire, Véronique Nichanian (la stilista di abbigliamento maschile dal 1988) e Nadège Vanhee-Cybulski (dal 2014 succedendo a Lemaire).

## La fondazione Hermès

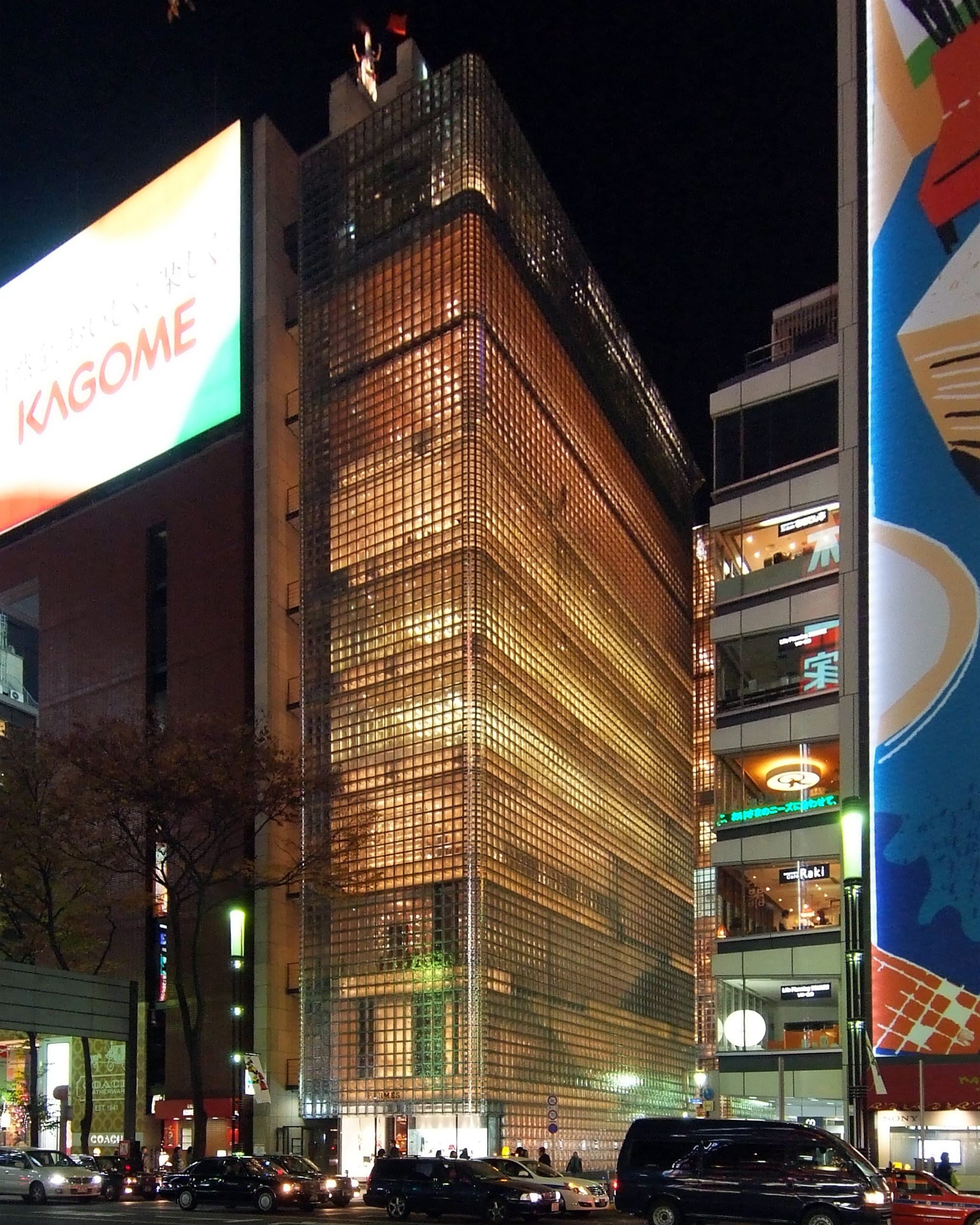
Hermes maison a Tokyo

La Fondazione Hermès è stata lanciata nel 2008. È presieduta da Pierre-Alexis Dumas, direttore artistico di Hermès, e diretta da Catherine Tsekenis. La missione della Fondazione è sponsorizzare e sostenere le attività di creazione e artigianato.
Nel 2010, ha lanciato il premio semestrale Emile Hermès che premia un progetto innovativo nel campo del design. Nel 2014, i tre vincitori che hanno condiviso il primo premio, presieduti dall'architetto italiano Michele De Lucchi, sono stati Johan Brunel e Samuel Misslen per la loro "Ventilated Capsule", Antoine Lesur e Marc Venot per "Hut" e Paul Tubiana per "Leon". Nel 2013, la Fondazione ha sostenuto l'esposizione di opere di giovani artisti esposte al Palais de Tokyo. 
La Fondazione gestisce diversi spazi d'arte contemporanea, tra cui La Verrière a Bruxelles,Il Forum a Tokyo e Atelier Hermès a Seoul.

## Genealogia
Thierry Hermes (10 gennaio 1801 - 10 gennaio 1878) - sposò il 17 aprile 1828 Christine Pétronille Piérart (1805 - 30 aprile 1896):
1. Charles Emile (15 marzo 1831 - 31 ottobre 1916) - sposò il 12 febbraio 1859 Aline Fanny Le Pavec:
  1. Emile-Maurice (18 dicembre 1871 - 11 settembre 1951) - sposò il 27 ottobre 1900 Julie Hollande (22 ottobre 1878 - 1961):
    1. Yvonne (30 luglio 1901 - 30 marzo 1996) - sposò Francis Puech:
      1. due figlie
      2. Bertrand (18 febbraio 1936 - 31 gennaio 2024)
      3. Nicolas (29 gennaio 1943)

    2. Jacqueline (1903 - 1970) - sposò il 28 febbraio 1928 Robert Dumas (1898 - 1978):
      1. Jean-Louis (2 febbraio 1938 - 1 maggio 2010) - sposò nel 1962 Rena Gregoriades (27 maggio 1937 - 27 aprile 2009):
        1. Sandrine (28 aprile 1963)
        2. Pierre-Alexis (4 giugno 1966)

    3. Simone (1905 - 1923)
    4. Aline Georgette (8 dicembre 1907 - 8 dicembre 2006) - sposò il 18 luglio 1929 Jean René Guerrand (1905 - 1993):
      1. Patrick (25 dicembre 1932)
      2. Hubert
      3. Xavier